# Мара Ђорђевић Ћућулика
Мара Ђорђевић Ћућулика (Лесковац, 1919 - шума код Каурског Шилова, 26. март 1942) била је текстилна радница, секретар Окружног комитета КПЈ за Лесковац и борац Кукавичког (Лесковачког) партизанског одреда.

## Биографија
Рођена је у познатој радничкој породици. Као текстилна радница уочи Другог светског рата организовала је штрајкове текстилних радника који су својим обимом, организованошћу и масовношћу постали познати и ван Лесковца. Члан Окружног комитета КПЈ за Лесковац постала је почетком 1941. године и била је секретар партијске ћелије у штофари (касније Летекс). После почетка окупације морала је да прекине са радом и оде из Лесковца, те се придружила Кукавичком партизанском одреду, где је у почетку била задужена за организацију партијског живота, а учествовала је и у акцијама одреда. У борбама са четницима првих месеци 1942. године, нашла се са Костом Стаменковићем, његовом ћерком Лепшом и Оливером Ђорђевић Љубинком у једној од заосталих група која је измучена и изгладнела на терену проказана четницима који су их напали те је њен живот окончан 26. марта 1942. године у шуми изнад Каурског Шилова.

## Биста
Марина спомен-биста налази се у окриљу фабрике "Летекс". Откривена је поводом стогодишњице лесковачке текстилне индустрије и Дана устанка, 6. јула 1984. године. Аутор бисте је вајар Раде Димитријевић, а на откривању је говорио Јован Манасијевић.
Марино име носи и једна улица у Лесковцу.